# Bajrang Kumar
Bajrang Punia Kumar (ur. 26 lutego 1994) – indyjski zapaśnik startujący w stylu wolnym. Brązowy medalista olimpijski z Tokio 2020 w kategorii 65 kg.
Srebrny medalista mistrzostw świata w 2018 i brązowy w 2013, 2019 i 2022. Mistrz igrzysk azjatyckich w 2018; drugi w 2014; piąty w 2022. Mistrz Azji w 2017 i 2019, drugi w 2014, 2020, 2021 i 2022; trzeci w 2013 i 2018.
Triumfator halowych igrzysk azjatyckich w 2017. Mistrz igrzysk Wspólnoty Narodów w 2018 i 2022; drugi w 2014. Mistrz Wspólnoty Narodów w 2016 i 2017. Szósty w Pucharze Świata w 2014; siódmy w 2016 i ósmy w 2017. Drugi na MŚ U-23 w 2017 roku.
Zdobywca nagrody Arjuna Award w 2015 roku.